# Klimaatbos
De term klimaatbos wordt gebruikt voor bossen die aangeplant worden om kooldioxide uit de atmosfeer op te slaan. Door die opslag neemt de hoeveelheid CO2 in de atmosfeer af en daarmee in theorie ook het wereldwijde broeikaseffect.
De aanleg van klimaatbossen wordt niet gezien als een definitieve oplossing voor de opwarming van de aarde, die sinds de 20ste eeuw aan de gang is. Bomen zetten een klein deel van kooldioxide die ze opnemen om in glucose en zuurstof door de fotosynthese. De zuurstof komt vrij in de atmosfeer, en de glucose blijft grotendeels opgeslagen in de boom zelf. Een groot deel van de kooldioxide is dus in de vorm van glucose opgeslagen in de boom. Wanneer de boom echter sterft en verrot of verbrandt komt de kooldioxide weer vrij. Een klimaatbos kan echter wel functioneel zijn totdat er een definitieve oplossing is gevonden voor de opwarming van de aarde.
Het klimaatbos wordt door sommige bedrijven aangegrepen voor commerciële activiteiten. Bedrijven bieden de mogelijkheid aan particulieren te investeren in klimaatbossen om zo hun kooldioxide-uitstoot te beperken.
In Nederland wordt sinds 1957 de Nationale Boomfeestdag gehouden, waarop bomen aangeplant worden uit onder andere het klimaatoogpunt. Sinds 2006 wordt de CO2-Bomenprijs uitgereikt aan de gemeente die de meest kooldioxide opslaat door bosaanplanting. In België namen gemeenten zoals Lint en Kinrooi, en de Universiteit Gent al het initiatief een klimaatbos aan te planten. 